# Gerd-Rüdiger Puin
Gerd-Rüdiger Puin (født 1940) er professor ved Saarlands universitet i Saarbrücken, Tyskland. Han er europæisk forsker af Koranens palæografi, dvs. studiet af gamle Koranmanuskripter og den videnskabelige fortolkning af dem. Han er desuden specialist i arabisk kalligrafi.
Gerd Puin var leder af et restaureringsprojekt på bestilling af Yemens regering, hvor han brugte lang tid til at undersøge gamle Koranmanuskripter, der var fundet i Yemen i 1972. Hans arbejde afslørede usædvanlige rækkefølger i versene, tekstmæssige variationer og sjældne former for retskrivning, som afviger fra den autoriserede, senere version. Skrifterne var forfattet i den tidlige Hijazi arabiske skrift, og de passer med stykker af de tidligste koraner, man hidtil har kendt. Der var også versioner, som var skrevet oven på en tidligere, udvisket tekst (en palimpsest)
Flere end 15.000 stumper af de yemenittiske koraner er omhyggeligt blevet renset, konserveret, sorteret og fotograferet, og 35.000 mikrofilmfotos er optaget af manuskripterne. Nogle af de indledende bemærkninger om Puins forskningsresultater findes i hans essay med titlen: Observations on Early Qur'an Manuscripts in San'a der er offentliggjort i bogen "What the Koran Really Says" af Ibn Warraq.